# Stagione di college football 2018
La stagione di college football NCAA Division I FBS 2018 negli Stati Uniti organizzata dalla National Collegiate Athletic Association (NCAA) per la Division I Football Bowl Subdivision (FBS), il livello più elevato del football universitario, è iniziata il 25 agosto e la sua stagione regolare si è conclusa l'8 dicembre 2018. La finale si è disputata il 7 gennaio 2019 e ha visto i Clemson Tigers conquistare il loro terzo titolo ai danni degli Alabama Crimson Tide.
Questa è stata la quinta stagione in cui si è adottato il sistema chiamato College Football Playoff (CFP), che ha sostituito il precedente Bowl Championship Series (BCS).

## Bowl game e College Football Playoff
A partire dai playoff 2014–15, sei Bowl CFP ospitano le semifinali di playoff su rotazione. Per questa stagione, il Cotton Bowl e il Fiesta Bowl hanno ospitato le semifinali, con le vincenti che si sono affrontate nella finale del campionato NCAA al Levi's Stadium di San Francisco, California.
|  | Semifinali | Semifinali | Semifinali |         |    | Finale  | Finale | Finale |  |
|  |            |            |            |         |    |         |        |        |  |
|  | 1          | Alabama    | 45         |         |    |         |        |        |  |
|  | 1          | Alabama    | 45         |         |    |         |        |        |  |
|  | 4          | Oklahoma   | 34         |         |    |         |        |        |  |
|  | 4          | Oklahoma   | 34         |         | 1  | Alabama | 16     |        |  |
|  |            |            |            |         | 1  | Alabama | 16     |        |  |
|  |            |            | 2          | Clemson | 44 |         |        |        |  |
|  | 2          | Clemson    | 2          | Clemson | 44 | 30      |        |        |  |
|  | 2          | Clemson    |            |         |    |         |        |        |  |
|  | 3          | Notre Dame | 3          |         |    |         |        |        |  |

## Premi e onori

### Heisman Trophy
L'Heisman Trophy è assegnato ogni anno al miglior giocatore.
- Kyler Murray, QB, Oklahoma
- Tua Tagovailoa, QB, Alabama
- Dwayne Haskins, QB, Ohio State

### Altri premi al miglior giocatore
- Archie Griffin Award (MVP): Trevor Lawrence, QB, Clemson
- Giocatore dell'anno dell'Associated Press: Kyler Murray, QB, Oklahoma[1]
- Chic Harley Award (giocatore dell'anno): Dwayne Haskins, QB, Ohio State
- Maxwell Award (miglior giocatore): Tua Tagovailoa, QB, Alabama
- Giocatore dell'anno di The Sporting News: Tua Tagovailoa, QB, Alabama
- Walter Camp Award (miglior giocatore): Tua Tagovailoa, QB, Alabama[2]